# 大苦湖
大苦湖（阿拉伯语：‎，al-Buhayrah al-Murra al-Kubra）是蘇伊士運河北部和南部之間的鹹水湖，由小苦湖（阿拉伯语：‎，al-Buhayrah al-Murra as-Sughra）連接，大苦湖和小苦湖的總面積約250平方公里。在蘇伊士運河落成前，大苦湖的所在地是鋪滿鹽的山谷。由於運河沒有水閘，海水可從地中海和紅海經曼扎拉湖（Lake Manzala）和Lake Timsah流入大苦湖，魚類能從紅海經運河和湖泊向北遷徙至地中海東部。一般來說，北部的水流方向隨季節改變，冬天向北流動，而夏天向南流動；南部的水流與紅海的潮汐相反。
第二次世界大戰後期，大苦湖用作扣留向同盟國投降的意大利戰艦，包括維托里奧‧維內托號（Vittorio Veneto）和意大利號（Italia）。
1945年2月14日，美國總統小羅斯福在雅爾塔會議後飛抵大苦湖，在USS Quincy巡洋艦上跟沙特阿拉伯國王伊本‧沙特見面，其翻譯員美國海軍陸戰隊中校William A. Eddy在《FDR Meets Ibn Saud》一書中記錄兩人的對話。
1967年至1975年的第三次中東戰爭期間，有十五艘船因運河關閉而被困，其中的十四艘便停泊在大苦湖內（另外一艘停在提姆薩赫湖中），船上甲板鋪滿沙塵，而收藏家其後搜尋其間船員創作用作裝飾的郵票。
2021年3月，長賜號在蘇伊士運河擱淺，脫困後被拖至大苦湖，以作適航檢查（seaworthiness inspection）。